# 大米尔措
大米尔措（德語：Groß Miltzow）是德国梅克伦堡-前波美拉尼亚州的市镇，隶属于梅克伦堡湖区县。总面积为48.67平方千米，截至2023年12月31日总人口为975人。